# Stare (obwód ługański)
Stare (ukr. Старе, do 2016 Czerwonyj Prapor, ukr. Червоний Прапор - zmiana nazwy nie weszła w życie) – osiedle na Ukrainie, w obwodzie ługańskim, w faktycznie niefunkcjonującym rejonie ałczewskim, od 2014 pod kontrolą marionetkowej, uzależnionej od Rosji Ługańskiej Republiki Ludowej. W 2001 liczyło 1119 mieszkańców, spośród których 532 wskazało jako ojczysty język ukraiński, 584 rosyjski, 2 białoruski, a 1 inny.